# Ça commence par la fin
Pour plus de détails, voir Fiche technique et Distribution.
Ça commence par la fin est un film français réalisé par Michaël Cohen, sorti le 26 mai 2010.

## Synopsis
Une femme, Gabrielle, un homme, Jean, un été à Paris. La passion, la rupture, les retrouvailles. Une histoire d’amour dans le désordre.

## Fiche technique
- Titre : Ça commence par la fin
- Réalisateur : Michaël Cohen
- Production : François Kraus et Denis Pineau-Valencienne (Les Films du Kiosque)
- Coproduit par ARP Sélection et Jouror Productions
- Avec la participation de CinéCinéma
- Avec le soutien de Soficinéma 5 Développement et du CNC
- Scénario : Michaël Cohen
- D'après le roman homonyme de Michaël Cohen paru aux Éditions Julliard
- Image : Axel Cosnefroy
- Directeur de production : Jacques Attia
- Régie : Rachid Houanoh
- 1er assistant réalisateur : Alain Braconnier
- Son : Eric Vaucher
- Décors : Jean-Philippe Moreaux
- Costumes : Corine Moreau
- Coiffure et Maquillage : Jean-Jacques Puchu-Lapeyrade
- Montage : Yann Dedet
- Montage son : Sandy Notarianni
- Mixage : Stéphane Thiébaut
- Presse : André-Paul Ricci
- Format : couleur - 35 mm
- Distributeur France : ARP Sélection
- Distributeur Etranger : Films Distribution
- Pays de production :  France
- Genre : romance
- Date de sortie : 26 mai 2010

## Distribution
- Emmanuelle Béart : Gabrielle
- Michaël Cohen : Jean

## Critiques
Les critiques presses sont plutôt partagées.  
- Elle - Un film acide, plus qu'acidulé, et courageux, à bien des égards.
- Excessif - Une bonne surprise.
- Les Inrockuptibles - Emmanuelle Béart, fragile, à vif, a beau tout donner, il lui est ardu de sauver le premier film de celui dont elle partage la vie.[3]
- TéléCinéObs - une illustration du Kama-sutra pour peep-show de stars et une passion hystérique vociférante.[4]

## Box Office
Distribué dans à peine 49 salles le film a réalisé 33 320 entrées en fin de course.

## Sélection
- 2010 : Festival international du film de Moscou